# Parafia św. Anny w Błaszkach
Parafia Świętej Anny w Błaszkach – parafia rzymskokatolicka należąca do dekanatu Błaszki diecezji kaliskiej. Została utworzona w XV wieku. Mieści się przy Placu Niepodległości. Prowadzą ją księża diecezjalni.